# Lovari
Lovari („negustor de cai”, din maghiară „ló”, cal) este un subgrup al poporului rom, care își vorbește propriul dialect, influențat de dialectele maghiare și cele slave occidentale. Ei trăiesc predominant în toată Europa Centrală (Ungaria, Polonia, Slovacia, Republica Cehă și Germania), precum și în România, Croația, Franța, Italia, Grecia și Ucraina.

## Etnologie
Lovari sunt un popor romani care vorbește un dialect influențat de dialectele maghiare și cele slave occidentale. Lovari sunt împărțite în Machvaya, numită după regiunea Mačva, pe care au stabilit-o din Ungaria modernă.

## Ocupație
Comerțul lor istoric a fost comerțul cu cai și ghicitul.

## Legături externe
- Ethnologue: Romani
- Lovari în Croația